# Laena holzschuhi
Laena holzschuhi – gatunek chrząszcza z rodziny czarnuchowatych i podrodziny omiękowatych.
Gatunek ten został opisany w 2012 roku przez Wolfganga Schawallera i nazwany na cześć Carolusa Holzschuha.
Czarnuch o ciele długości od 6 do 7,2 mm. Boczne brzegi przedplecza są nieobrzeżone jedynie przed niewystającymi kątami przednimi, a jego powierzchnia jest szagrynowana, pokryta małymi punktami i z tyłu nieco nierówna. Na pokrywach brak rowków, występują tylko ułożone w rzędy punkty, które są nieco większe do tych na przedpleczu i pozbawione szczecin. Międzyrzędy pokryw są płaskie, szagrynowane i pozbawione punktów. Przednie uda kanciaste.
Chrząszcz endemiczny dla Bhutanu.